# Катрин-ФС
Катрин-ФЦ (Catherine FC) — тепловизор высокого разрешения французской компании Thales. Предназначен для наблюдения и обнаружения целей днём и ночью. Способен работать в полной темноте и при нулевой видимости.
Тепловизор весит 5,5 кг, высота 180 мм, длина 250 мм, ширина 120 мм, потребляет 35 Вт. Выдаёт изображение 754x576 пикселей. Время готовности системы к работе — не более 5 минут. Непрерывно изделие можно эксплуатировать не более 6 часов. Компания гарантирует работоспособность прибора при температурах от −40 °C до +55 °C. Обеспечивает обнаружение пехоты на дистанциях до 6 км, бронированных автомобилей — до 10 км, вертолётов — до 14 км, самолётов — до 18 км.
Ночной прицел «Эсса», созданный на базе этого тепловизора позволяет искать, обнаруживать и распознавать цели в любое время суток на дальности до четырёх километров.
В августе 2007 года «Рособоронэкспорт» заказал 130 Catherine FC для оснащения Т-90, поступающих в российскую армию и 201 тепловизор для установки на машинах, предназначенных для иностранных заказчиков. 

В 2009 году при посредничестве «Рособоронэкспорта» было подписано лицензионное соглашение на производство тепловизионных приборов Catherine FC на вологодском предприятии ВОМЗ корпорации «Ростех». В 2017 году действие этого лицензионного соглашения было завершено.

Catherine FC использовался для создания прицельных комплексов «ЭССА», «ПЛИСА» и «Сосна-У», производимых для российской бронетехники.